# Дженифър Хилиър
Дженифър Хилиър (на английски: Jennifer Hillier) е канадска писателка на произведения в жанра психологически трилър.

## Биография и творчество
Дженифър Хилиър е родена през 1974 г. в Торонто, Канада. Има филипинско родословие. Отраства и завършва образованието си в родния си град. След като на съпруга ѝ предлагат трансфер за работа в Сиатъл семейството напуска Канада и се мести на западния бряг, където живее в продължение на осем години. В първите няколко месеца след преместването пише първия си роман.
Първият ѝ роман „Зловещ“ от поредицата „Досиета на серийни убийци“ е издаден през 2011 г. Главната героиня, Шийла Тао, е професор по психология в университета на Пюджет Саунд в Такома. Тя има страстна връзка със студента Итън Улф, което се оказва голяма грешка в живота ѝ, защото раздялата им води до поредица от престъпления и превръщането му в сериен убиец.
През 2018 г. е издаден трилърът ѝ „Буркан със сърца“. В основата на историята са трима най-добри приятели от гимназията – първата, Анджела Уонг, е убита, втората, Джорджина Шоу, попада в затвора за съучастие 14 години по-късно, а третият, Кайзер Броуди – приятел и на двете, не спира да търси истината. Но дори и след ареста на серейния убиец Калвин Джеймс, убийствата продължават по същия начин.
През 2020 г. е издаден трилърът ѝ „Малки тайни“. Семейството на Мерин и Дерек е богато и известно, но в навечерието на Коледа някой отвлича сина им Себастиан и животът им се разпада. Години по-късно тя научава, че съпругът ѝ има млада любовница, което я прави неин враг и я вади от контрол. Книгата е приета за екранизация.
Произведенията на писателката са преведени на над 20 езика по света.
Тя е член на асоциацията на Международните писатели на трилъри.
Дженифър Хилиър живее със семейството си близо до Торонто.

## Произведения

### Самостоятелни романи
- Wonderland (2015)[1][2]
- Jar of Hearts (2018) – награда „Трилър 2019“ за най-добър роман, номиниран за награда „Антъни“ и „Макавити“
Буркан със сърца, изд.: „Сиела“, София (2023), прев. Мариана Христова
- Little Secrets (2020)
Малки тайни, изд.: „Сиела“, София (2022), прев. Цветомира Векова
- Things We Do in the Dark (2022)

### Поредица „Досиета на серийния убиец“ (Serial Killer Files)
1. Creep (2011)[1][2]
2. Freak (2012)
3. The Butcher (2014)

### Сборници
- The Night of the Flood (2017) – с Е. А. Аймар, Роб Брюнет, Сара М. Чен, Анхел Луис Колон, Хилари Дейвидсън, Марк Едуардс, Гуен Флорио, Елизабет Хейтър и Джей Джей Хенсли[1]